# Efédron Anagénnisi
Efédron Anagénnisi (Αναγέννηση) är en ort i Grekland.   Den ligger i prefekturen Nomarchía Anatolikís Attikís och regionen Attika, i den sydöstra delen av landet, 18 km nordost om huvudstaden Aten. Efédron Anagénnisi ligger 492 meter över havet och antalet invånare är 701.
Terrängen runt Efédron Anagénnisi är kuperad. Runt Efédron Anagénnisi är det tätbefolkat, med 286 invånare per kvadratkilometer. Närmaste större samhälle är Aten, 18,0 km sydväst om Efédron Anagénnisi. Trakten runt Efédron Anagénnisi består till största delen av jordbruksmark.